# Rasbora meinkeni
Rasbora meinkeni är en fiskart som beskrevs av De Beaufort, 1931. Rasbora meinkeni ingår i släktet Rasbora och familjen karpfiskar. Inga underarter finns listade i Catalogue of Life.